# Чухнин, Григорий Григорьевич
Чухнин Григорий Григорьевич (16 июня 1878 — 1920) — русский военный офицер, капитан 2-го ранга. Участник Первой мировой войны. Командир эскадренных миноносцев Черноморского флота «Строгий» (1915—1916), «Живучий» (1916), «Стремительный» (1917). Участник Гражданской войны на стороне Белого движения. Казнён ВЧК.

## Биография
Родился 16 июня 1878 года, единственный сын капитана 2-го ранга Г. П. Чухнина, впоследствии вице-адмирала, командующего Черноморским флотом. Поступил в Морской кадетский корпус. В 1900 году был произведён в мичманы.
Участник Первой мировой войны в составе Минной дивизии Черноморского флота. 6 декабря 1915 года получил звание капитана 2-го ранга. Командовал эскадренными миноносцами «Строгий» (1915—1916) и «Живучий» (1916).

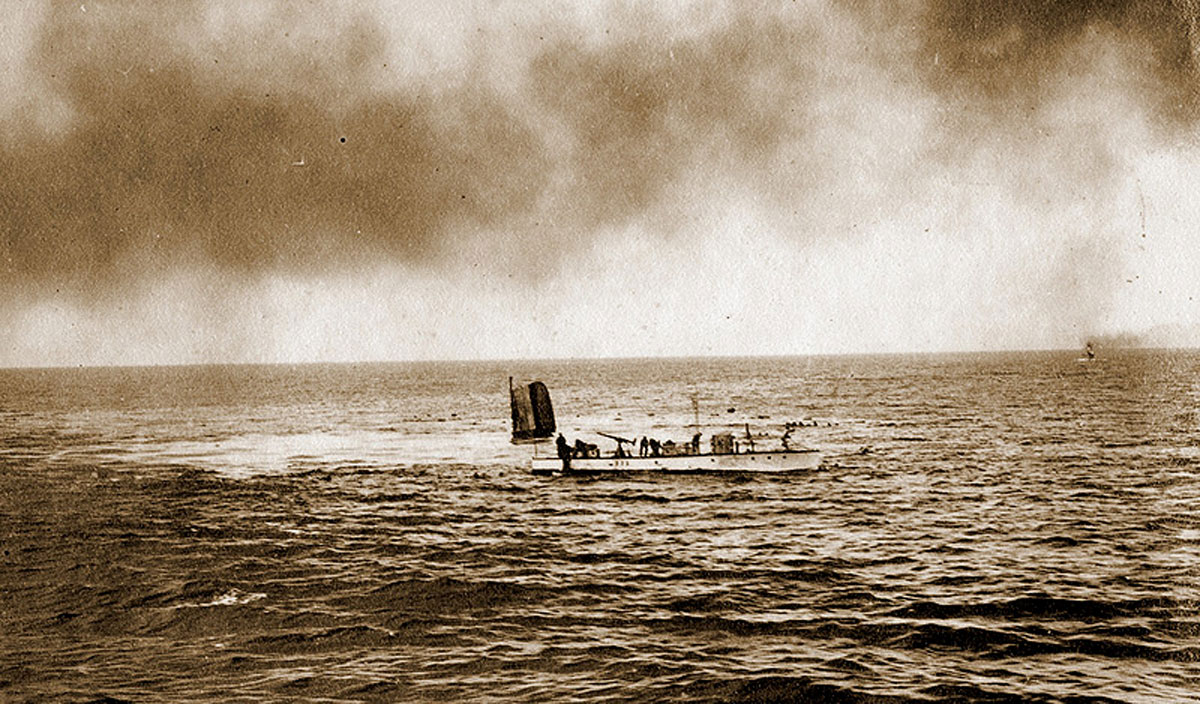
Гибель миноносца Живучий, рядом один из сторожевых катеров Гринпорт, 12(25) апреля 1916 года

Одним из первых на русском флоте применил таранный удар для уничтожения подводной лодки. 22 марта 1916 года «Строгий» под командованием капитана 2-го ранга Г. Г. Чухнина шел в охранении двух транспортов вдоль побережья Лазистана на северо-востоке Турции. В 8 часов 50 минут в районе Сюрмене с миноносца обнаружили в 4 — 5 кабельтовых по правому траверзу перископ подводной лодки, пытавшейся выйти в торпедную атаку на транспорты. Чухнин приказал увеличить ход и развернул миноносец в атаку. Из носового 75-мм орудия по лодке сделали несколько выстрелов недавно поставленными ныряющими снарядами, но прямых попаданий отмечено не было. Лодка стала погружаться и в этот момент форштевень «Строгого» ударил по краю ее рубки и перископу. Малая осадка миноносца (2 метра) не позволила уничтожить германскую подводную лодку «U-33». Она достигла Босфора и стала на ремонт. «Строгий» получил повреждение одной лопасти винта.
Принял под командование миноносец «Живучий» недавно вышедший из ремонта. Во время его гибели на немецкой мине 12(25) апреля 1916 года во время эскортирования линейного корабля «Императрица Мария» на фарватере Севастополя погибли 48 членов экипажа. Командир был выброшен взрывом с мостика и подобран с воды подошедшими катерами.
В 1917 году командир миноносца «Стремительный».
Участник Гражданской войны на стороне Белого движения. С 1919 по 1920 года служил в Дирекции лоций и маяков Каспийской флотилии. В 1920 году он был арестован представителями ВЧК , и как белый офицер и сын адмирала Чухнина был казнён (брошен в топку корабля). Жена — Елена Константиновна (урождённая Чавчавадзе) (1888—1973) грузинская дворянка, умерла в возрасте 85 лет.